# Phylloblastia borhidii
Phylloblastia borhidii är en svampart som först beskrevs av Farkas & Vezda, och fick sitt nu gällande namn av Lücking. Phylloblastia borhidii ingår i släktet Phylloblastia och familjen Verrucariaceae.   Inga underarter finns listade i Catalogue of Life.